# 토이 카메라

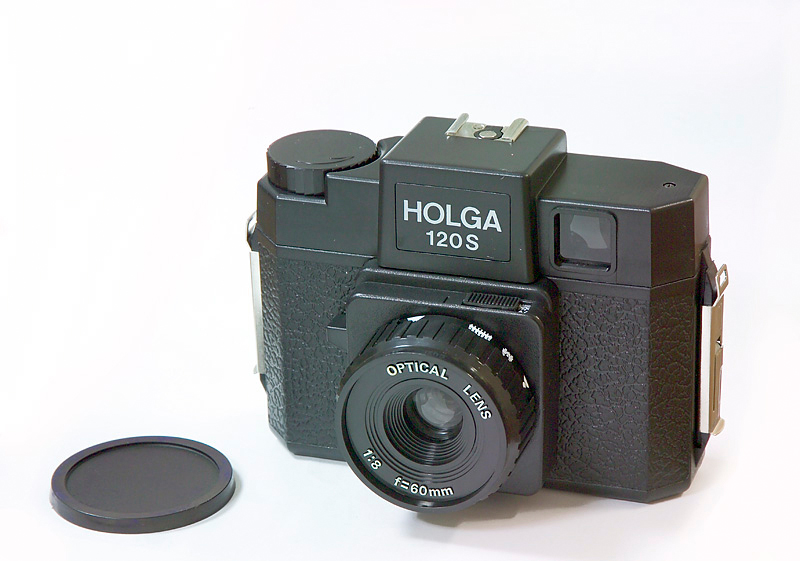
중국의 홀가 카메라는 120 필름을 사용하는 중형 포맷의 토이 카메라이다.

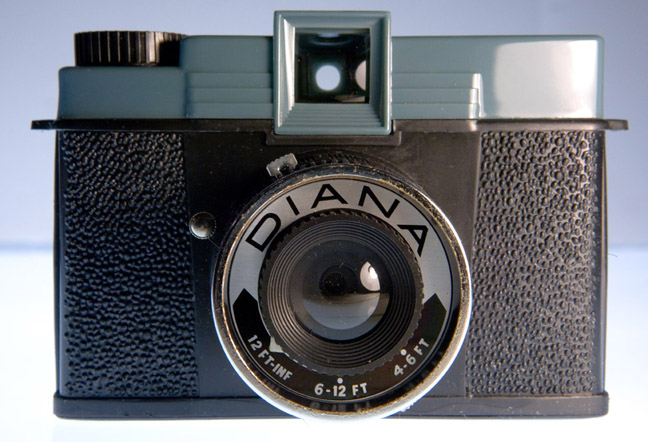
디아나 카메라는 1960년대와 1970년대 홍콩에서 만들어졌다. 디아나 카메라의 카피품(디아나+)는 현재 로모그래피에 의해 생산되고 있다.

토이 카메라는 간단하고 비싸지 않으며 필름을 사용하는 상자 카메라로, 주로 플라스틱으로 구성되어 있으며, 종종 렌즈를 포함한다. 토이 카메라라는 용어 때문에 종종 오해받고 있으나, 토이카메라는 단순한 장난감이 아니라 실제로 사진을 찍을 수 있는 능력이 있는 카메라이다. 많은 토이카메라들은 경품이나 홍보상품으로 쓰기 위해 만들어졌다. 1960년대 홍콩에서 만들어진 저렴한 4x4cm 카메라인 디아나 카메라는 일반적으로 '토이 카메라'라는 용어와 가장 많이 연관된 카메라다. 로모 LC-A, 루비테, 홀가 같은 다른 카메라들은 대중을 주 수요자로 간주한 일반적인 카메라였으나, 점차 '토이 카메라'라는 용어와 같이 취급되었다.
많은 전문적 사진가들은 수상 사진을 찍는 데 토이카메라와 그들의 저렴한 렌즈에 의해 발생하는 특이한 효과를 사용해 왔다. 뉴욕 시의 트리베카 근처의 소호 사진 갤러리에서 매년 열리는 크래피 카메라(Krappy Kamera) 쇼를 비롯한 많은 유명 예술쇼에서 토이 카메라 사진이 널리 전시되어오고 있다. 대중 사진술(Popular Photography)지 같은 다양한 출판매체들이 디아나 카메라 고유의 "예술적인" 이미지를 만들어주는 장점을 예찬해왔다. 사진의 친구의 "디아나 쇼"나, 낸시 렉스로스의 "아이오와", 에릭 리드불름의 "아르노에서의 천사" 같은 몇몇 책들도 토이 카메라로 작업한 사진들을 주로 다뤘다.

## 같이 보기
- 로모그래피